# Rhaphidophora banosensis
Rhaphidophora banosensis — вид квіткових рослин із родини Araceae, роду Rhaphidophora. Це ліана, рідним ареалом якої є Філіппіни.